# Vlag van Diepenbeek
De vlag van Diepenbeek werd door de gemeenteraad op 31 augustus 1981 officieel vastgesteld als de gemeentelijke vlag van de Belgisch Limburgse gemeente Diepenbeek. Op 3 december 1984 werd hij door het Bestuur van Vlaanderen bevestigd en uiteindelijk gepubliceerd op 8 juli 1986 in het officiële Belgisch Staatsblad.
Officieel wordt de vlag beschreven als:
Twee even lange banen van rood en van geel met op het midden een wit schild met een zwart breedarmig kruis.
De kleuren van de vlag worden niet uitgelegd; rood en geel zouden eraan kunnen herinneren dat Diepenbeek ooit bij Luik hoorde.

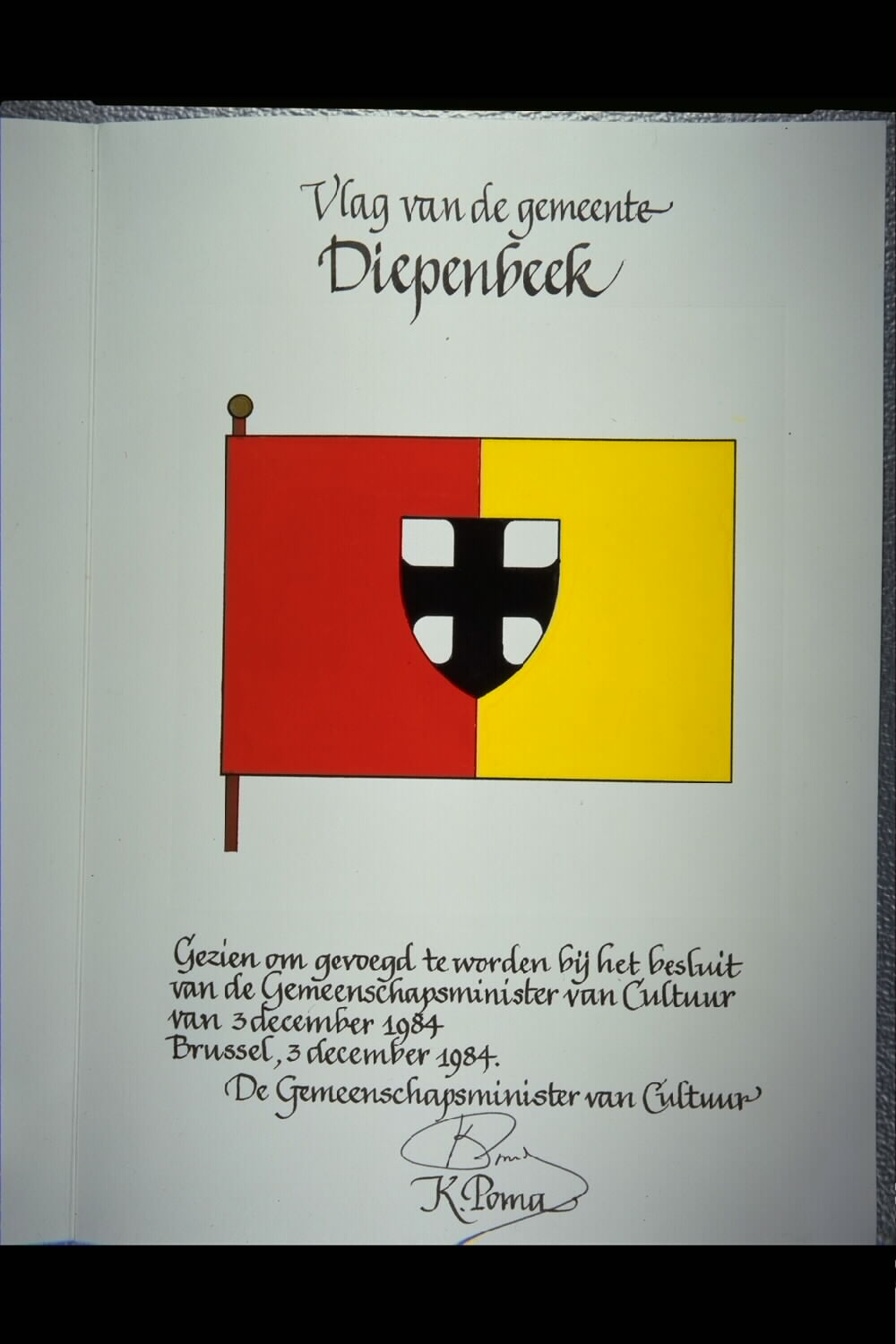
Ontwerp vlag getekend door Karel Poma